# أكابيكو

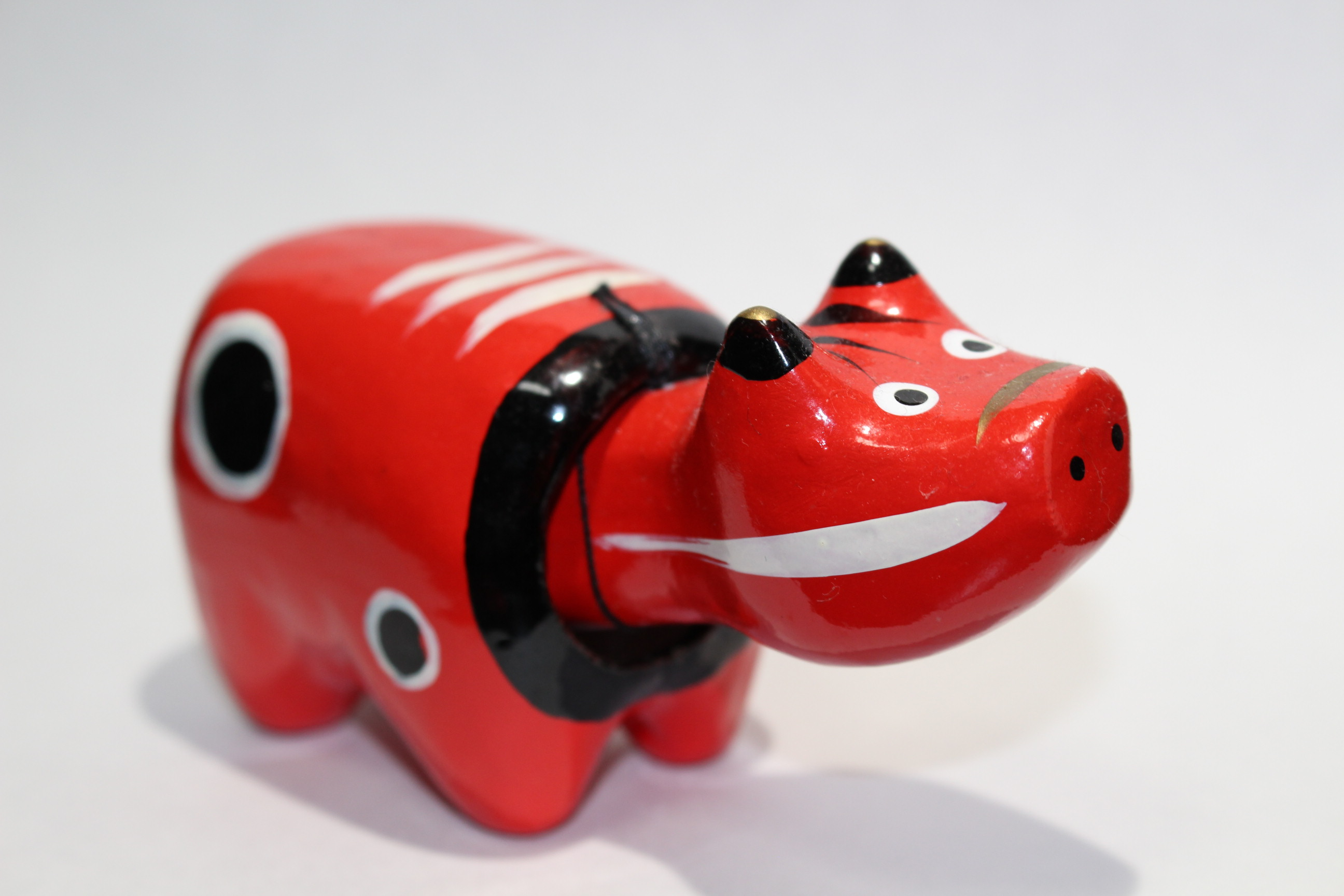
لعبة أكابيكو

أكابيكو (باليابانية: 赤べこ) هي بقرة أسطورية من منطقة أيزو في اليابان، ألهمت صناعة لعبة تقليدية. في الأسطورة، كانت البقرة أكابيكو موجودة في مبنى معبد إنزو-جي في يانايزو في القرن التاسع، وأصبحت عنصرًا ثابتًا هناك، وبعض الروايات تقول أن الحيوان تحول إلى حجر.
تتكون اللعبة من قطعتين من الخشب المغطى بالورق المعجن، ومصممتين ومطليتين بحيث تبدوان مثل بقرة أو ثور أحمر اللون. تمثل القطعة الأولى رأس البقرة ورقبتها والقطعة الثانية جسدها. يتدلى الرأس والرقبة من خيط ويدخلان في الجسم المجوف. وعندما يتم تحريك اللعبة، يتحرك الرأس لأعلى ولأسفل ومن جانب إلى جانب. صنعت أقدم ألعاب أكابيكو في أواخر القرن السادس عشر أو أوائل القرن السابع عشر.
لاحقاً، أصبح الناس يعتقدون أن الألعاب يمكن أن تحمي من الجدري وأمراض أخرى. أصبحت أكابيكو واحدة من أشهر الحرف اليدوية في محافظة فوكوشيما ورمزًا لمنطقة أيزو. كما تم الاعتراف بها كرمز لمنطقة توهوكو الأكبر، والتي تعد محافظة فوكوشيما جزءًا منها.

## الأسطورة

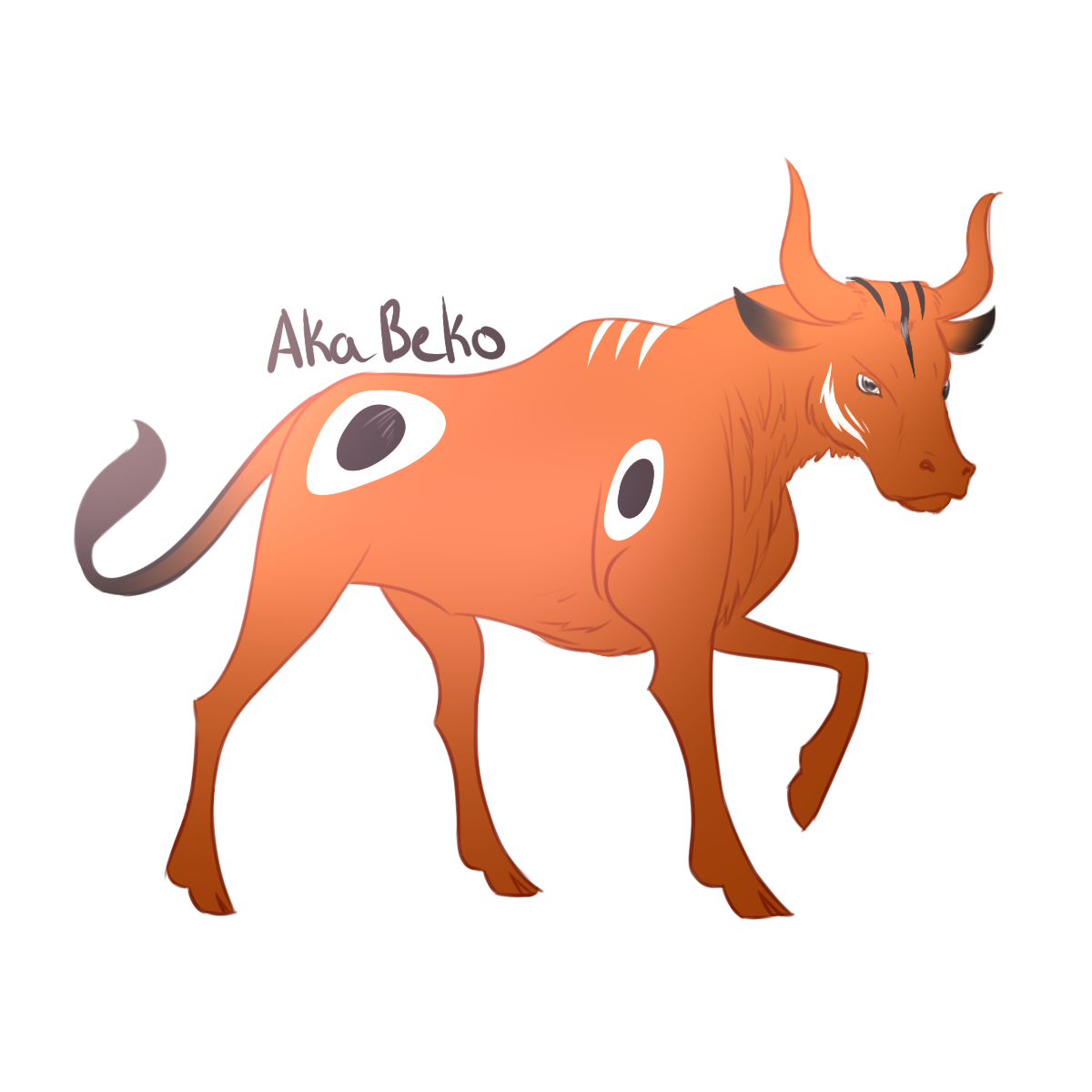
رسمة للبقرة الأسطورية أكابيكو.

وفقًا لأسطورة منطقة أيزو التي سجلها توماس مادن، فإن ألعاب الأكابيكو مستوحاة من بقرة حقيقية عاشت في عام 807. في ذلك الوقت، كان راهب يُدعى توكيتشي يشرف على بناء إنزو-جي، وهو معبد في يانايزو، فوكوشيما. عند اكتمال المعبد، أعطت الأكابيكو روحها لبوذا، وتحول لحمها على الفور إلى حجر.
تزعم نسخة أخرى من الحكاية أن البقرة رفضت مغادرة أرض المعبد بعد اكتمال البناء وأصبحت جزءًا دائمًا هناك. سُميت البقرة الحمراء أكابيكو (赤べこ) وأصبحت رمزًا للتفاني المتحمس لبوذا.
بعد أن عزز تويوتومي هيده-يوشي سلطته على اليابان، أُرسل ممثله، جامو أوجيساتو، ليكون سيد منطقة أيزو في عام 1590. وفي منصبه الجديد، سمع أوجيساتو قصة أكابيكو وأمر الحرفيين في بلاطه، الذين رافقوه من كيوتو، بصنع لعبة مستوحاة من البقرة الحمراء. وقد قدمت هذه الأكابيكو الورقية المبكرة معظم العناصر الأساسية التي تشتهر بها اللعبة.
في تلك الفترة، عانت اليابان من تفشي الجدري. لاحظ الناس في أيزو أن الأطفال الذين يمتلكون ألعاب أكابيكو لم يصابوا بالمرض. ربما عزز اللون الأحمر لأكابيكو هذا الارتباط، حيث يُعتقد أن التمائم الحمراء تحمي من هذا المرض. أصبحت ألعاب أكابيكو شائعة جدًا كتعويذات لدرء المرض، وهي خرافة لا تزال قائمة في العصر الحديث. أصبحت اللعبة منذ ذلك الحين واحدة من الحرف القليلة من محافظة فوكوشيما المعروفة في جميع أنحاء اليابان ورمزًا لمنطقة أيزو.

## الصناعة

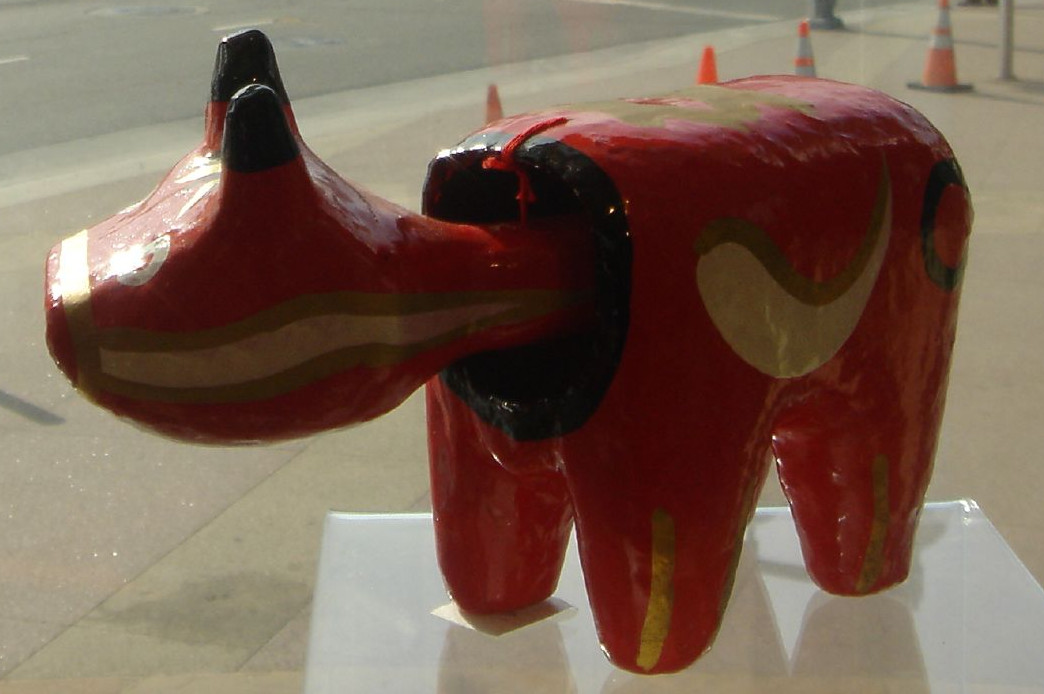
أكابيكو في المتحف الوطني الياباني الأمريكي.

تصنع أكابيكو من الورق المعجن والمطلي بالورنيش. تتكون اللعبة من قطعتين رئيسيتين: الجسم، والرأس. الجسم مجوف ومفتوح من أحد الطرفين. يتناسب العنق والرأس مع هذه الفتحة، معلقين من قطعة من الخيط. كلما تحركت أكابيكو أو دفعت، يتحرك رأسها لأعلى ولأسفل ومن جانب إلى جانب.
تُصنع أكابيكو بواسطة أقل من اثنتي عشرة ورشة عمل تديرها عائلات، وقد توارث أعضاؤها هذه الصناعة عبر الأجيال. تستغرق العملية حوالي 10 أيام حتى تكتمل. يبدأ الحرفي بلف ورق واشي المبلل حول كتلتين من الخشب، إحداهما على شكل جسم البقرة، والأخرى على شكل الرأس والرقبة. غالبًا ما تُستخدم هذه الكتل لعدة أجيال. بمجرد أن يجف الورق، يقسمه الحرفي إلى نصفين طوليًا ويزيل الكتل الخشبية. ثم يعيد الحرفي ربط قطع الورق المصبوب عن طريق لف طبقات أخرى من ورق واشي حولها.
يقوم الحرفي بطلاء اللعبة، بداية باللون الأسود، ثم إضافة اللون الأحمر المميز، وأخيراً العيون البيضاء والتفاصيل الأخرى. وتختلف علامات الأكابيكو من ورشة إلى أخرى. على سبيل المثال، ترسم عائلة إيغاراشي حرف الكانجي كوتوبوكي (寿) على ظهر البقرة والشمس والقمر على جانبها، وتضيف ورش أخرى علامات ذهبية. وينهي الحرفي اللعبة بطبقة رقيقة من الورنيش.